# Kubari
Kubari, auch Gubari, war eine Flächeneinheit in der Mongolei. Andere Schreibweisen waren Chuwiar, Chubyar und Chuviar. Das mongolische huviar bedeutet so viel wie Teilung.
- 1 Kubiar = 100 Ür = 92160 Quadratmeter